# تيد أندرسون
تيد أندرسون (بالإنجليزية: Ted Anderson)‏ (17 يوليو 1911 في المملكة المتحدة - 23 مارس 1979 في المملكة المتحدة) هو لاعب كرة قدم بريطاني (وحمل سابقاً جنسية المملكة المتحدة لبريطانيا العظمى وأيرلندا) في مركز الظهير. لعب مع نادي ترانمير روفرز لكرة القدم ونادي توركي يونايتد ووست هام يونايتد ووولفرهامبتون واندررز ونادي تشستر سيتي ووركشوب تاون ‏.